# Nieuwerkerken BC
Nieuwerkerken BC is een Belgische basketbalploeg uit Nieuwerkerken. Ze spelen met het stamnummer 1665.

## Historiek
Basketbalclub Nieuwerkerken werd opgericht in 1971 op initiatief van de heren Marcel Lowies en Tony Vanoppen. Met de medewerking van het toenmalige gemeentebestuur en dankzij de pas opgerichte sportraad, slaagde men erin om binnen de kortste keren voor een beperkte buitenaccommodatie te zorgen. De trainingen en oefenwedstrijden vonden bij aanvang plaats op de speelplaats van de jongensschool in de Kerkstraat.
Na een eerste jaar, dat enkel gevuld werd met trainingen en oefenwedstrijden, werd in 1972 schoorvoetend in de provinciale competitie gestapt. Tijdens het eerste competitiejaar werden slechts drie overwinningen behaald, maar de daaropvolgende jaren ging het steeds beter en werden twee vierde plaatsen en één derde plaats behaald.
Het vijfjarig bestaan van de club werd gevierd met de promotie naar eerste provinciale afdeling in het seizoen 1976-1977, maar ondanks de goede intenties en inzet van zowel spelers als bestuur, kon de degradatie het volgende jaar toch niet vermeden worden.
Het seizoen 1978-1979 werd echter opnieuw met volle moed aangevangen, en bij wijze van vernieuwing werd met een scholierenploeg van start gegaan zodat samen met de eerste ploeg en het reserveteam, drie ploegen aan de competitie deelnamen. Voor wat de resultaten betreft ging het met Nieuwerkerken BC steeds beter na de eerder moeilijke beginjaren. De ploeg kon zich steeds handhaven bij de top van tweede provinciale, met als beloning voor de volledige inzet en de sportieve sfeer, nogmaals een promotie naar de hoogste provinciale afdeling bij het tien- en het zeventienjarig bestaan.
Door de beslissing van de Nationale Basketbalbond om voortaan alle wedstrijden te doen spelen in een sporthal diende de club, bij gebrek aan een sporthal in eigen gemeente, uit te wijken naar de rijkssporthal in de Jodenstraat te Sint-Truiden. Dit bracht voor de club echter zware financiële en sportieve moeilijkheden met zich mee, waardoor een jeugdwerking dan ook zo goed als onmogelijk was. Maar door de inzet van de leden en met de medewerking van de Nieuwerkerkense sympathisanten en handelaars kon de club toch de eigenheid als vereniging van Nieuwerkerken behouden.
In die tijd was dan ook de grootste wens van de club om hun favoriete sport te kunnen uitoefenen in een sporthal in eigen gemeente. Deze wens ging uiteindelijk ook in vervulling, want in 1988 werd de bouw van een sporthal te Nieuwerkerken voltooid. Vanaf het einde van dat jaar vonden dan ook alle basketbalactiviteiten van de club plaats in eigen gemeente. 
Uiteindelijk klommen ze door de jaren op tot zelfs derde klasse.
Door de jaren heen degradeerden ze wel weer tot eerste provinciale.
Daar groeide Nieuwerkerken BC uit tot een vaste waarde. In het seizoen 2009-2010 speelde ze onder coach Joris Swillen voor het eerst terug kampioen en promoveerde ze zo dus naar tweede landelijke. Dit niveau werd door de club en toenmalig coach onderschat waardoor ze op het einde van seizoen 2010-2011 weer degradeerde naar eerste provinciale.
Hun doelstelling aan het begin van seizoen 2011-2012 was duidelijk coach Swillen moest hen zo snel mogelijk terug naar tweede landelijke leiden. Dit lukte hem ook en Nieuwerkerken speelde wederom kampioen en promoveerde weer. Op het einde van dat seizoen werd Swillen aan de deur gezet na een dispuut met het bestuur en de spelersgroep. Zijn opvolger was Robbie Thoelen.
De club haalde de nodige versterking om zich ditmaal wel te kunnen handhaven in tweede landelijke. Dit lukte en Nieuwerkerken werd vijfde aan het eind van seizoen 2012-2013. Na nog 3 seizoenen in tweede landelijke was het team oud geworden, en degradeerde men terug naar eerste provinciale, en een aantal jarenlange sterkhouders verlieten de club.
Net op dat ogenblik was een hele goeie lichting eigen jeugd klaar voor het A-team, en onder leiding van Patrick Delsaux werd in het  seizoen 2016-2017 zowel de titel als de provinciale beker gepakt, en promoveerde men terug naar tweede landelijke. De talentvolle jeugd liep in de kijker in dat seizoen 2017-2018 in tweede landelijke, en alweer volgde een leegloop, en ondanks een topplaats in het klassement besliste de club om het verblijf in tweede landelijke administratief te beëindigen.
De enkele blijvers gingen -moesten- daardoor aan de slag in tweede provinciale, tot dan de reeks van het tweede team, en pakten daar, met enkel spelers die in Nieuwerkerken werden opgeleid, en onder leiding van coach Luc Piccard in het seizoen 2018-2019 prompt de titel, en keerden zo terug naar eerste provinciale.
Met een kern die grotendeels -en steeds meer- is samengesteld uit spelers die hun opleiding genoten bij Nieuwerkerken BC handhaaft het A-team zich de voorbije jaren probleemloos in de subtop van eerste provinciale.

## Resultaten
| Seizoen   | Competitie                  | Resultaat |
| --------- | --------------------------- | --------- |
| 2023-2024 | 1e Provinciale (Limburg)    | 5         |
| 2022-2023 | 1e Provinciale (Limburg)    | 4         |
| 2021-2022 | 1e Provinciale (Limburg)    | 6         |
| 2020-2021 | 1e Provinciale (Limburg)    | 6         |
| 2019-2020 | 1e Provinciale (Limburg)    | 7         |
| 2018-2019 | 2e Provinciale (Limburg)    | 1         |
| 2017-2018 | 2de Landelijke (Vlaanderen) | 5         |
| 2016-2017 | 1e Provinciale (Limburg)    | 1         |
| 2015-2016 | 2de Landelijke (Vlaanderen) | 12        |
| 2014-2015 | 2de Landelijke (Vlaanderen) | 7         |
| 2013-2014 | 2de Landelijke (Vlaanderen) | 8         |
| 2012-2013 | 2de Landelijke (Vlaanderen) | 5         |
| 2011-2012 | 1e Provinciale (Limburg)    | 1         |
| 2010-2011 | 2de Landelijke (Vlaanderen) | 12        |
| 2009-2010 | 1e Provinciale (Limburg)    | 1         |
| 2008-2009 | 1e Provinciale (Limburg)    | 3         |
| 2007-2008 | 1e Provinciale (Limburg)    | 3         |
| 2006-2007 | 1e Provinciale (Limburg)    | 5         |
| 2005-2006 | 1e Provinciale (Limburg)    | 4         |
| 2004-2005 | 1e Provinciale (Limburg)    | 9         |
| 2003-2004 | 1e Provinciale (Limburg)    | 3         |
| 2002-2003 | 1e Provinciale (Limburg)    | 4         |